# 韦尔泽奈
韦尔泽奈（法語：Verzenay，法語發音：[vɛʁzənɛ]）是法国马恩省的一个市镇，属于兰斯区。

## 地理
韦尔泽奈（49°9'31"N, 4°8'43"E）面积10.62 平方千米，位于法国大東部大區马恩省，该省份为法国东北部内陆省份，北起阿登省，西北接埃纳省，西南接塞纳-马恩省，南至奥布省，东南接上马恩省，东临默兹省。
与韦尔泽奈接壤的市镇（或旧市镇、城区）包括：锡勒里、韦勒河畔博蒙、马伊香槟、普吕奈、韦尔济、瓦勒德利夫尔。

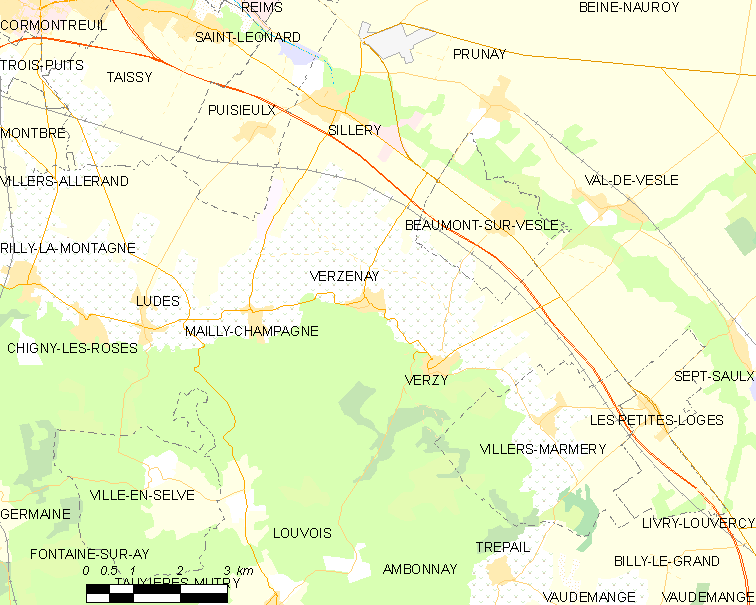
韦尔泽奈的OSM定位图

韦尔泽奈的时区为UTC+01:00、UTC+02:00（夏令时）。

## 行政
韦尔泽奈的邮政编码为51360，INSEE市镇编码为51613。

## 政治
韦尔泽奈所属的省级选区为穆尔默隆-韦勒-香槟山县。

## 人口

1962-2008年间韦尔泽奈人口变化图示

韦尔泽奈于2022年1月1日时的人口数量为999人。